# Ретивський заказник
Ре́тивський зака́зник (Ретик) — гідрологічний заказник місцевого значення в Україні. Розташований у межах Кролевецького району Сумської області, біля села Ретик. 
Площею 109,0 га. Заснований у 1981 році. 
Ретивський заказник займає частину заплави річки Ретик (права притока р. Реть), тут збереглися типові заплавні комплекси Сумщини.

## Опис
Вздовж русла розкинулись густі зарості вільшняків. У трав'яному покриві переважає кропива, місцями субдомінує безщитник жіночий. Характерним видом є теліптерис болотний. Можна побачити гравілат річковий, гадючник в'язолистий, досить часто стебла обплетені хмелем. 
На більш вирівняних та підвищених ділянках виявлені торф'янисті луки з переважанням щучника дернистого. В травостої: трясучка середня, лисохвіст лучний, костриця лучна, гадючник в'язолистий, білозір болотний. Окремі куртини утворюють такі цінні лікарські рослини, як гірчак зміїний та перстач прямостоячий (калган). Між вільшняками та луками розкинулись зарості кущів верби розмаринолистої. 
Водойми оточують високі стіни очерету звичайного разом з рогозом широколистим та вузьколистим. Місцями трапляються плями осоки гострої, інколи осока несправжньосмикавцева. Здалеку помітні старі високі дерева осокора (тополі чорної), які зростають поблизу русла. 
Тваринний світ представлений видами навколоводного та водно-болотного комплексів, типовими для заплавних біотопів Лівобережного Лісостепу. Із ссавців, що мешкають у ставку, найбільш характерними є водяна полівка та ондатра. На заболочених луках трапляються пориї крота та нори звичайної полівки. В пошуках їжі сюди периодично заходить кабан, сарна європейська, лисиця звичайна, заєць сірий. В прилеглих старих ялинових насадженнях робить гнізда білка та заходить лісова куниця. З птахів у очеретяних заростях оселяються очеретянки, очеретяна вівсянка, водяна курочка. На ставок прилітають у пошуках їжі білий лелека та сірі чаплі. У заплавному вільшняку трапляються велика синиця, болотяна гаїчка, великий строкатий дятел. З батрахогерпетофауни відмічений вуж звичайний, жаба гостроморда, жаба ставкова, жаба озерна та кумка червоночерева. З риб у ставку водяться карась сріблястий та в'юн звичайний.